# Ольбрахциці (Любуське воєводство)
Ольбрахциці (пол. Olbrachcice) — село в Польщі, у гміні Всхова Всховського повіту Любуського воєводства.
Населення — 263 особи (2011).
У 1975-1998 роках село належало до Лешненського воєводства.

## Демографія
Демографічна структура станом на 31 березня 2011 року:
|          | Загалом | Допрацездатний вік | Працездатний вік | Постпрацездатний вік |
| -------- | ------- | ------------------ | ---------------- | -------------------- |
| Чоловіки | 135     | 35                 | 86               | 14                   |
| Жінки    | 128     | 31                 | 73               | 24                   |
| Разом    | 263     | 66                 | 159              | 38                   |